# Brendon
Brendon är en by i Brendon and Countisbury i North Devon i Storbritannien. Den ligger i grevskapet Devon och riksdelen England, i den södra delen av landet, 250 km väster om huvudstaden London. Antalet invånare är 159. Brendon var en civil parish fram till 2013 när blev den en del av Brendon & Countisbury.